# Peter Fröjdfeldt
Peter Fröjdfeldt (Eskilstuna, 1963. november 14. –) svéd nemzetközi labdarúgó-játékvezető.

## Pályafutása

### Nemzeti játékvezetés
A játékvezetői vizsgát 1992-ben szerezte meg, mert apósa felkérte, hogy az irányítása alatt álló szövetségben kevés játékvezető van, segítsen be egy kicsit. Gyorsan elsajátította a szükséges tapasztalatokat és egyre magasabbra jutott a svéd ligába, 1997-ben debütált az első ligában.

### Nemzetközi játékvezetés
A Svéd labdarúgó-szövetség Játékvezető Bizottsága terjesztette fel nemzetközi játékvezetőnek, a Nemzetközi Labdarúgó-szövetség (FIFA) 2001-től tartotta nyilván bírói keretében. Sokáig második számú játékvezetőnek számított Anders Frisk mögött, ám honfitársa váratlan - megfenyegették őt és családját - visszavonulása után előrelépett. A svéd nemzetközi játékvezetők rangsorában, a világbajnokság-Európa-bajnokság sorrendjében többedmagával a 3. helyet foglalja el 15 találkozó szolgálatával. 2008-ban visszavonult az aktív nemzetközi játékvezetéstől. Válogatott mérkőzéseinek száma: 27.

#### Világbajnokság
A világbajnoki döntőhöz vezető úton Németországba a XVIII., a 2006-os labdarúgó-világbajnokságra és Dél-Afrikába a XIX., a 2010-es labdarúgó-világbajnokságra a FIFA JB bíróként alkalmazta.

##### 2006-os labdarúgó-világbajnokság

###### Selejtező mérkőzés
| Időpont            | Helyszín                        | Mérkőzés típusa           | Mérkőzés                      | Eredmény | Nézők száma |
| ------------------ | ------------------------------- | ------------------------- | ----------------------------- | -------- | ----------- |
| 2004. október 9.   | Gradski Stadion, Szkopje        | előselejtező (1. csoport) | Macedónia–Hollandia           | 2 : 2    | 15 000      |
| 2004. november 17. | Roi Baudouin Stadion, Brüsszel  | előselejtező (7. csoport) | Belgium–Szerbia és Montenegró | 0 : 2    | 32 000      |
| 2005. március 26.  | A. Le Coq Arena, Tallinn        | előselejtező (3. csoport) | Észtország–Szlovákia          | 1 : 2    | 3 051       |
| 2005. március 30.  | Wojska Polskiego Stadion, Varsó | előselejtező (6. csoport) | Lengyelország–Észak-Írország  | 1 : 0    | 13 515      |
| 2005. június 8.    | Park Stadion, Koppenhága        | előselejtező (2. csoport) | Dánia–Albánia                 | 3 : 1    | 26 366      |
| 2005. október 12.  | Dragão Stadion, Porto           | előselejtező (3. csoport) | Portugália–Lettország         | 3 : 0    | 35 000      |

##### 2010-es labdarúgó-világbajnokság

###### Selejtező mérkőzés
| Időpont           | Helyszín                    | Mérkőzés típusa           | Mérkőzés                | Eredmény | Nézők száma |
| ----------------- | --------------------------- | ------------------------- | ----------------------- | -------- | ----------- |
| 2008. október 11. | Signal Iduna Park, Dortmund | előselejtező (4. csoport) | Németország–Oroszország | 2 : 1    | 65 607      |

#### Európa-bajnokság
Az európai-labdarúgó torna döntőjéhez vezető úton Portugáliába a XII., a 2004-es labdarúgó-Európa-bajnokságra illetve Ausztriába és Svájcba a XIII., a 2008-as labdarúgó-Európa-bajnokságra az UEFA JB játékvezetőként foglalkoztatta.

##### 2004-es labdarúgó-Európa-bajnokság

###### Selejtező mérkőzés
| Időpont          | Helyszín                      | Mérkőzés típusa           | Mérkőzés                  | Eredmény | Nézők száma |
| ---------------- | ----------------------------- | ------------------------- | ------------------------- | -------- | ----------- |
| 2003. június 11. | Tivoli Neu Stadion, Innsbruck | előselejtező (3. csoport) | Ausztria–Fehéroroszország | 5 : 0    | 8 100       |

##### 2008-as labdarúgó-Európa-bajnokság
Az olasz-holland mérkőzésen egy "komoly" les, nem les helyzet alakult ki, amiből a hollandok gólt értek el. Sokáig vitatkoztak ezen a szituáción, de a játékvezető és segítője szabályszerűen járt el. Az esetnél, a játékvezető jogszerűen feltételezte, hogy az eleső olasz védő az alapvonalon túlra került, ahol - rutinosan fekve - a földön maradt, de nem sérült meg. A hollandok a játékot folytatva gól értek el. A szabály értelmében a védekező csapat játékosa nem alakíthat ki úgy leshelyzetet, hogy az alapvonalon kívül marad, akár akarva, akár akaratlanul, tehát a lesszabály alkalmazása helyes, a gól szabályszerű volt. A játékvezető a helyzet nagyszerű megoldásaként ezen a tornán további mérkőzéseket vezethetett, sőt a döntőt vezethető négy játékvezető közé emelték.

###### Selejtező mérkőzés
| Időpont             | Helyszín                                | Mérkőzés típusa           | Mérkőzés                        | Eredmény | Nézők száma |
| ------------------- | --------------------------------------- | ------------------------- | ------------------------------- | -------- | ----------- |
| 2006. október 15.   | GSP Stadion, Nicosia                    | előselejtező (D. csoport) | Ciprus–Németország              | 1 : 1    | 12 000      |
| 2007. június 2.     | Asim Ferhatovic Hase Stadion, Szarajevó | előselejtező (C. csoport) | Bosznia-Hercegovina–Törökország | 3 : 2    | 20 000      |
| 2007. szeptember 8. | Dinamo Stadion, Minszk                  | előselejtező (G. csoport) | Románia–Fehéroroszország        | 1 : 3    | 19 300      |
| 2007. november 21.  | Wembley Stadion, London                 | előselejtező (E. csoport) | Anglia–Horvátország             | 2 : 3    | 88 100      |

###### Európa-bajnoki mérkőzés
| Időpont          | Helyszín                     | Mérkőzés típusa              | Mérkőzés               | Eredmény | Nézők száma |
| ---------------- | ---------------------------- | ---------------------------- | ---------------------- | -------- | ----------- |
| 2008. június 9.  | Svájci Stadion, Bern         | csoportmérkőzés (C. csoport) | Hollandia–Olaszország  | 3 : 0    | 30 777      |
| 2008. június 15. | Városi Stadion, Genf         | csoportmérkőzés (A. csoport) | Törökország–Csehország | 3 : 2    | 29 016      |
| 2008. június 19. | St.Jakob-Park Stadion, Bázel | egyik negyeddöntő            | Németország–Portugália | 2 : 3    | 39 374      |

#### Balti Kupa
| Időpont         | Helyszín            | Mérkőzés típusa | Mérkőzés            | Eredmény | Nézők száma |
| --------------- | ------------------- | --------------- | ------------------- | -------- | ----------- |
| 2003. július 4. | Linnastadion, Valga | csoportmérkőzés | Litvánia–Lettország | 1 : 2    | 500         |

#### Nemzetközi kupamérkőzések
Vezetett Kupa-döntők száma: 1.

##### UEFA-kupa
Ez a kupatalálkozó volt az 50. döntő mérkőzés.
| Időpont         | Helyszín                   | Mérkőzés típusa | Mérkőzés                        | Eredmény | Nézők száma |
| --------------- | -------------------------- | --------------- | ------------------------------- | -------- | ----------- |
| 2008. május 14. | Városi Stadion, Manchester | döntő           | Zenit St. Petersburg–Rangers FC | 2 : 0    | 43 878      |

## Sikerei, díjai
Svédországban az Aftonbladet című svéd lap szavazásán 2005-ben, az olvasók 78 százaléka találta őt a jelenlegi legjobb svéd bíró-nak. Az IFFHS  szerint 2008-ban a világ hatodik legjobb játékvezetője.
Az IFFHS (International Federation of Football History & Statistics) 1987-2011 évadokról tartott nemzetközi szavazásán 151, játékvezető besorolásával minden idők 83, legjobb bírójának rangsorolta, holtversenyben  Martin Atkinson, Paolo Casarin, Carlos Velasco Carballo, Vojtěch Christov, Philip Don, Nisimura Júicsi társaságában. A 2008-as szavazáshoz képest 25 pozíciót hátrább lépett.